# Courtage en prêt immobilier
Ne doit pas être confondu avec Courtage en immobilier.
Pour les articles homonymes, voir Courtier (homonymie).
 (avril 2017).
Si vous disposez d'ouvrages ou d'articles de référence ou si vous connaissez des sites web de qualité traitant du thème abordé ici, merci de compléter l'article en donnant les références utiles à sa vérifiabilité et en les liant à la section « Notes et références ».
Le courtage en prêt immobilier est une profession d'essence bancaire exercée par le courtier en prêt immobilier ou courtier hypothécaire (par référence à la garantie souvent exigée en crédit immobilier). Exerçant avec l'un des statuts d'intermédiaire en opérations de banque et en services de paiement, celui-ci négocie un crédit immobilier, entre un établissement financier et un particulier ou un professionnel à la recherche de financement d'un bien immobilier.
Les emprunteurs choisissent un courtier qui recherche, pour leur compte, un crédit immobilier auprès des établissements financiers du marché ainsi que les meilleures conditions, compte tenu de leur situation financière (solvabilité) et de leur demande de crédit.

## Rémunération
Un courtier en prêt immobilier a deux moyens d'être rémunéré.
- par une commission bancaire : à chaque prêt accordé par l'intermédiaire d'un courtier, les banques peuvent verser une commission fixée selon les conventions qui ont été signées, et qui représente un pourcentage du montant du prêt. Cette commission peut être plafonnée. Elle est la contrepartie d'un travail d'apport de clients, et couvre des frais de commercialisation et de distribution que la banque n'a, de fait, pas supporté grâce à l'intervention du courtier ;
- par une rémunération versée par le client : ils facturent à leurs clients des frais (frais de dossier et/ou frais de mandat de recherche), qui correspondent à l'apport d'informations de marché au client, à la préparation de son dossier, à l'analyse comparative des offres et à la proposition d'un taux avantageux et/ou d'une banque dont la stratégie entre dans le projet personnel du client.

En démarchant les banques en direct, les emprunteurs peuvent "économiser les honoraires du courtier", qui au début des années 2020 étaient généralement "autour de 1 % du montant emprunté", les courtiers réduisant ensuite "très largement leurs honoraires, voire les suppriment depuis l’été 2022"
Certains, du réseau Meilleurtaux, facturent des sommes élevées sans avoir correctement informé, selon une étude de l'UFC Que choisir .

### Rémunération par le client
Le principe de la rémunération du courtier est posé par le code monétaire et financier, dans son article L. 519-1.
L’article L.519-6 du code monétaire et financier pose un principe au paiement de cette rémunération. Celui-ci dispose qu’« il est interdit à toute personne physique ou morale qui apporte son concours, à quelque titre que ce soit et de quelque manière que ce soit, directement ou indirectement, à l'obtention ou à l'octroi d'un prêt d'argent, de percevoir une somme représentative de provision, de commissions, 

## Histoire

### Années 1970 en France
Il est apparu dans les années 1970. L’entreprise Cafpi, créée en 1971, a été la première à proposer cette offre. Du fait des transformations de la distribution bancaire, l’activité d'intermédiation en opérations de crédit est, depuis, en plein développement : en 2015, les courtiers en prêt immobilier ont atteint près de 40 % de parts de marché dans la commercialisation des nouveaux crédits immobiliers aux particuliers. Cette pratique est encore beaucoup plus courante dans d’autres pays d’Europe : en Angleterre, 60 % de parts de marché, en Espagne 50 %, par exemple.
Comme pour tout contrat bancaire, les consommateurs doivent rester attentifs. Les litiges avec les intermédiaire bancaires sont aussi répandus que ceux qui existent avec les banques.[réf. nécessaire]

### Etude de la Commission européenne en 2009
La Commission européenne a réalisé une étude sur les intermédiaires de crédit, en 2009, montrant que ceux-ci favorisent la liberté de choix des clients et l'exercice effectif de la concurrence entre établissements prêteurs, ainsi que la mobilité bancaire des clients particuliers, vue, par certains, comme freinée.

### Réforme du code monétaire et financier de 2012
Avec l'importante réforme du code monétaire et financier de 2012, les courtiers entrent désormais dans l'une des catégories d'Intermédiaires en Opérations de Banque et en Services de paiement (iobsp), aux termes de l'article R. 519-4 de ce Code. Les IOBSP sont répartis, au total, en quatre catégories juridiques.
Cette réforme est entrée en vigueur depuis le 15 janvier 2013. Depuis lors, les quatre catégories d'intermédiaires bancaires, dont les courtiers, relèvent de la supervision de l'Autorité de Contrôle Prudentiel et de Résolution, en vue d'une meilleure protection des consommateurs financiers (suite des travaux du G 20 de septembre 2011 et du Rapport sur la "Conduite des affaires", de 2010).

### Directive du 13 septembre 2013
Le 13 septembre 2013, le Parlement européen a voté la nouvelle directive encadrant le crédit immobilier, qui fait une large place aux intermédiaires, donc, aux courtiers.

### Marché français et représentants
En France, plusieurs organismes professionnels représentent cette profession : la CNCIOB (Chambre Nationale des Conseils Intermédiaires en Opérations de Banque) créée en janvier 2010 par la CNCEF elle-même créée en 1957 ; l'ASF (Association des Sociétés Financières ; l'APIC (Association professionnelle des intermédiaires en crédits) créée en juillet 2010 ; l'AFIB-IOB ; l'ANACOFI-IOBSP.
Cette profession, très fragmentée, naguère mal connue statistiquement : environ 30000 intermédiaires bancaires, dont la part de courtiers au nouveau sens du Code monétaire et financier est mieux cernée, depuis mai 2013 : aux alentours d'un quart de ces professionnels recensés et immatriculés, soit, à terme, sans doute 7500 courtiers en crédits immobiliers.
Dans les années 2020, la presse évoquait 34000 courtiers en crédit immobilier  , qui  représentaient entre 37 % et 40 % du marché en 2022, contre 29 % en 2015. Certains sont indépendants, d’autres sont affiliés à un réseau local ou national comme Cafpi, Empruntis ou Meilleurtaux/ La part de marché des courtiers baisse très sensiblement en 2023, car les banques préfèrent financer leurs clients en direct », indiquait au Monde, le responsable de l’activité de crédit immobilier d’un réseau bancaire, dans un contexte de "marges des banques étant sous pression sur l’activité de crédit immobilier".

## Rôles

### Mise en concurrence
Le recours à un courtier permet de mettre toutes les banques en concurrence, d’obtenir des taux avantageux et un service plus complet. La personne à la recherche de financement qui fait appel à un courtier bénéficie tout d’abord d’un gain de temps. En effet, elle n'a pas à rencontrer, elle-même, toutes les banques une par une. Mais faire appel à un courtier implique également un gain d'argent car, par leur connaissance du secteur et du marché, mais aussi par l'effet du nombre de dossiers présentés en banque, les courtiers obtiennent des taux d’emprunts attractifs.
Lorsque le client lui a apporté toutes les informations nécessaires à l'évaluation du dossier (actif, passif, revenu, stabilité d'emploi, etc.), il peut dire à quoi le client peut s'attendre. Par exemple, il évaluera la valeur maximale du prêt hypothécaire qu'il est possible de contracter, la somme qu'il faut consacrer aux versements hypothécaires et aux autres obligations financières, ainsi que celle qu'il faut verser comme mise de fonds.

### Gain de temps
Le gain de temps est le grand atout à passer par un courtier. Ils sont utiles car ils ont accès aux objectifs de production des banques et à leurs barèmes de taux, plus ou moins favorables à certains emprunteurs. Ils peuvent dire dire "si le dossier est finançable ou non, et quelles banques il est susceptible d’intéresser".

## Organismes de formation professionnelle des courtiers en crédits
À compter du 1er janvier 2013 (application au 15 janvier 2013), les Courtiers en crédits, immobiliers, ou non, doivent détenir une attestation de compétence professionnelle. Celle-ci est obligatoire pour que le Courtier puisse obtenir son immatriculation au Registre des Intermédiaires tenu par l'ORIAS, condition requise pour exercer l'activité d'intermédiaire en opérations de banque et en services de paiement (IOBSP).
De nouveaux Organismes de formation sont apparus, à cet effet, pour dispenser la formation bancaire spécifique prévue pour les IOBSP. Il n'existe pas de liste centralisée de ces Entreprises, qui se présentent librement, notamment via internet.
Ces Organismes doivent, selon leurs propres modalités pédagogiques, délivrer :
- des supports de formation conformes au programme prévu par Arrêté,
- un Livret de stage individuel retraçant les heures effectuées,
- une attestation de compétence, à la suite d'un QCM de contrôle des connaissances.

Ces éléments constituent des facteurs supplémentaires de protection des clients qui s'adressent à des Courtiers en crédits.

## Points d'attention juridiques et réglementaires
L'accès à cette profession, puis son exercice, suppose le respect de conditions spécifiques.
Les courtier-iobsp en crédits immobiliers sont soumis aux obligations commerciales et bancaires générales. Ils doivent donc respecter des obligations particulières, posées par le code monétaire et financier pour l'ensemble des courtiers en crédits.
Ces obligations sont plus lourdes que celles supportées par les commerciaux des agences bancaires. En effet, les courtiers doivent exercer une obligation de conseil à l'égard de leurs clients, alors que les vendeurs des banques sont soumis à une obligation de moindre intensité : l'obligation de mise en garde.
Ainsi, depuis le 15 janvier 2013, la réglementation bancaire confère une plus grande protection aux emprunteurs qui souscrivent directement un crédit immobilier chez un courtier.
À terme, cet ajout d'une obligation de conseil en crédits des courtiers-iobsp pourrait remettre en cause l'obligation des prêteurs, limitée à la mise en garde : la mise en garde pourrait ainsi disparaître pour se voir remplacée par une obligation de conseil généralisée et homogène, ce qui harmoniserait ainsi la protection des emprunteurs, quel que soit le canal de souscription choisi pour le crédit.
Si l'exercice de cette profession nécessite de respecter des obligations particulières, son accès est, préalablement, réglementé.
La pratique de l'intermédiation bancaire nécessite l'immatriculation au Registre des intermédiaires de la banque, de l'assurance et de la finance, tenu par l'ORIAS.
Toute personne ou entreprise pratiquant la commercialisation d'opérations de banque (crédits, paiements, dépôts) sans cette immatriculation (accessible publiquement) se trouve en situation d'exercice illégal de la profession d'intermédiaire bancaire, ou de courtier en crédits.
La Directive sur le crédit immobilier (Mortgage Credit Directive, MCD) est applicable en droit français le 21 mars 2016, même transposée par la France à une date ultérieure, sans doute, le 1er juillet 2016[pas clair].